# Persea pallescens
Persea pallescens är en lagerväxtart som först beskrevs av Carl Christian Mez, och fick sitt nu gällande namn av Lorea-hern.. Persea pallescens ingår i släktet avokador, och familjen lagerväxter. Inga underarter finns listade i Catalogue of Life.